# Mike and Jake in the Clutch of Circumstances
Mike and Jake in the Clutch of Circumstances è un cortometraggio del 1914 diretto da Allen Curtis. Prodotto e distribuito dall'Universal Film Manufacturing Company (con il nome Joker), uscì in sala l'11 aprile 1914.